# Hélène Ségara
Hélène Ségara, de son vrai nom Hélène Rizzo , est une chanteuse française, née le 26 février 1971 à Six-Fours-les-Plages ou La Seyne-sur-Mer, dans le département du Var.
En 1996, elle connaît son premier succès avec le titre Je vous aime adieu, suivi l'année suivante par Vivo per lei en duo avec Andrea Bocelli. En 1998, elle interprète le rôle d'Esmeralda lors des tournées de la comédie musicale Notre-Dame de Paris. Hélène Ségara connaît ensuite un grand succès avec des titres tels que Il y a trop de gens qui t'aiment (1999), Elle tu l'aimes (2000), L'amour est un soleil (2003) ou encore On n'oublie jamais rien, on vit avec (2003), en duo avec Laura Pausini, dépassant les 10 millions de disques vendus.
En 2015, elle intègre le jury de l'émission télévisée La France a un incroyable talent diffusée sur M6.

## Biographie

### Enfance et débuts d'artiste
Hélène Ségara est née à Six-Fours-les-Plages d’un père d’origine italienne, Bernard Rizzo, et d’une mère d'origine arménienne, Thérèse Kasbarian. Elle dit avoir été marquée dans son enfance par le divorce de ses parents alors qu'elle avait huit ans et la mort de son grand-père quand elle en avait seize. Elle est scolarisée un temps au collège du Fenouillet à La Crau en internat où elle se fait remarquer par une interprétation musicale. Son désir de chanter et d’en faire son métier la pousse à quitter le milieu scolaire et familial à l’âge de quinze ans. Elle enchaîne alors les petits boulots et se produit dans les piano-bars de la Côte d'Azur. À dix-huit ans, elle donne naissance à son premier enfant, Raphaël. Son répertoire s’étoffe par de nombreuses influences musicales et de plus d’un millier de titres. En 1993, paraît un premier single, Loin, qui ne rencontre pas le succès mais qui lui permet de faire sa première apparition télévisée dans La chance aux chansons en 1994.

### L'arrivée à Paris
En 1996, accompagnée de son jeune fils, elle emménage à Paris. Elle y rencontre le producteur Orlando qui l'encadre et donne une impulsion à sa carrière. L’expérience et le professionnalisme de son mentor marquent profondément la jeune chanteuse, mais elle reste sous contrat avec son premier producteur.
Elle connaît le succès en 1996 avec Je vous aime adieu, extrait de son premier album, Cœur de verre, et le duo Vivo per lei avec Andrea Bocelli en 1997, vendu à près d'un million d'exemplaires. Après avoir chanté la bande originale du dessin animé Anastasia, Loin du froid de décembre, Hélène Ségara interprète le rôle d'Esméralda dans la comédie musicale Notre-Dame de Paris composée par Riccardo Cocciante et Luc Plamondon, aux côtés de Garou, Patrick Fiori et Julie Zenatti. Alors qu'elle avait auditionné pour ce rôle en 1997, elle n'est sélectionnée qu'en 1998, à la suite du désistement de la chanteuse israélienne Noa,
la comédie musicale connaît un énorme succès. Son premier album est réédité en 1999, enrichi de trois titres dont Vivre, thème principal de Notre-Dame de Paris.
Sa carrière est mise en danger, lorsqu'on lui diagnostique un kyste aux cordes vocales, en pleine tournée. Au cours d'une représentation au Canada, elle perd sa voix. La chanteuse doit se faire opérer, et son producteur revend alors son contrat à Bruno Gigliotti, dit Orlando, frère et producteur de la chanteuse Dalida.

### Les années 2000

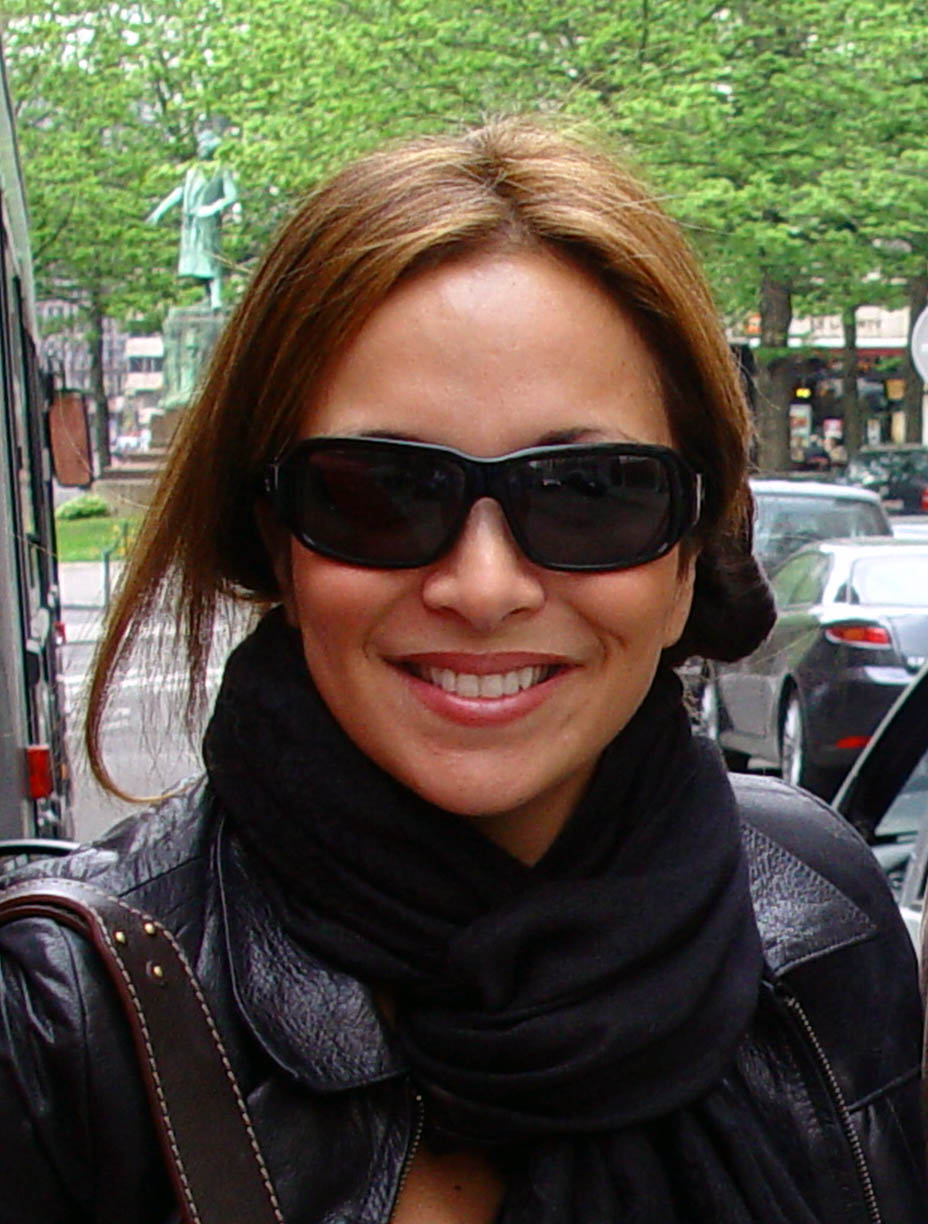
Hélène Ségara à son arrivée au Cirque Royal de Bruxelles, en avril 2007.

Après un repos forcé, elle enregistre son second opus, Au nom d'une femme, en 2000. Grâce aux tubes Il y a trop de gens qui t'aiment, Elle tu l'aimes, Parlez-moi de nous et Tu vas me quitter, l'album se hisse au sommet du Top 50 et devient disque de diamant. Hélène Ségara entame alors une tournée de deux ans, qui donnera lieu à un album live enregistré à l'Olympia de Paris.
Un sondage IFOP la consacre « chanteuse française préférée des Français ». Dès lors, elle intègre la troupe des Enfoirés et obtient sa statue au musée Grévin en 2002.
En mars 2003, paraît l'album Humaine, incluant notamment On n'oublie jamais rien, on vit avec en duo avec Laura Pausini et L'amour est un soleil, composé par Romano Musumarra. L'album s'écoule à 700 000 exemplaires.
En août, Hélène Ségara épouse à Ajaccio Mathieu Lecat (fils du journaliste Didier Lecat), elle repart ensuite en tournée fin 2003, mais doit interrompre ses représentations en raison d'une grossesse difficile.
Son quatrième album Quand l'éternité... sort en 2006, porté par les singles Méfie-toi de moi et Rien n'est comme avant. Différent des précédents, aux influences rock plus marquées et avec des titres pour la plupart composés par l’interprète portant sur des thèmes plus sombres, l'album sera disque d'or, avec près de 200 000 exemplaires vendus. Début 2007, elle part en tournée en France, passant notamment par le Palais des sports de Paris en avril.
Après l'édition de plusieurs compilations, elle sort en février 2008 un duo avec Bruno Pelletier, La moitié de nous, dont une partie des bénéfices est reversée à l'association Rêves.
L'année 2008 est également consacrée à l'enregistrement d'un nouvel album : sorti le 17 novembre, Mon pays c'est la terre est composé de 15 reprises de chansons provenant de différents pays, dont un duo avec Maurane. Bien que cet album ne rencontre pas le succès, il engendre une longue tournée, Un tour de la terre, dont quelques dates à l'Olympia.

### Les années 2010

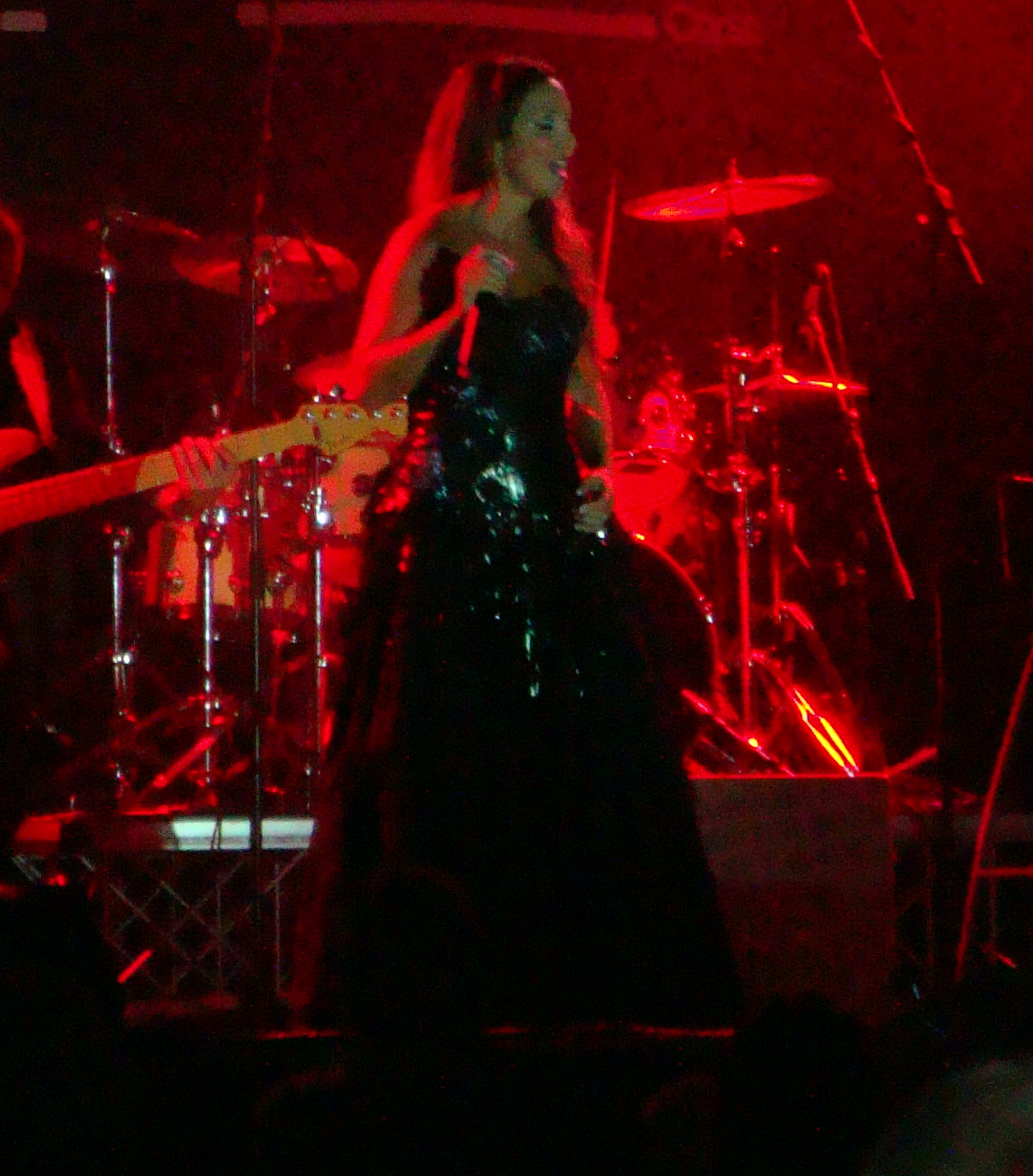
Hélène Ségara aux Arcs-sur-Argens dans le département du Var le 16 juillet 2010.

Après avoir été présentatrice sur la chaîne Gulli de l'émission Allo Gulli, ici Bébé en novembre 2010, elle participe aux concerts de Notre-Dame de Paris avec la troupe originelle à Kiev, Moscou et Saint-Pétersbourg. Un an plus tard, la troupe se reforme à Bercy pour trois soirs, accompagnée d'un orchestre symphonique et de quarante choristes.
Début 2011, elle est nommée au grade de Chevalier dans l'ordre des Arts et des Lettres, dans la foulée elle publie l'album Parmi la Foule, le 25 avril, contenant douze chansons dont La vie avec toi, composée par son compagnon et Da Silva, À la renverse, et un duo avec son fils, Le monde à l'envers. L'album est un échec commercial,, mais de nouveaux concerts ont lieu pendant l'été, notamment au sein de plusieurs festivals, avant que la tournée Parmi la foule ne démarre en mars 2012 (dont trois dates à l'Alhambra).

Un album de reprises de Joe Dassin enregistrées en duo virtuel avec le chanteur disparu sort le 7 octobre 2013, soutenu par le single Et si tu n'existais pas. Il reçoit un disque de platine, pour plus de 100 000 ventes. 

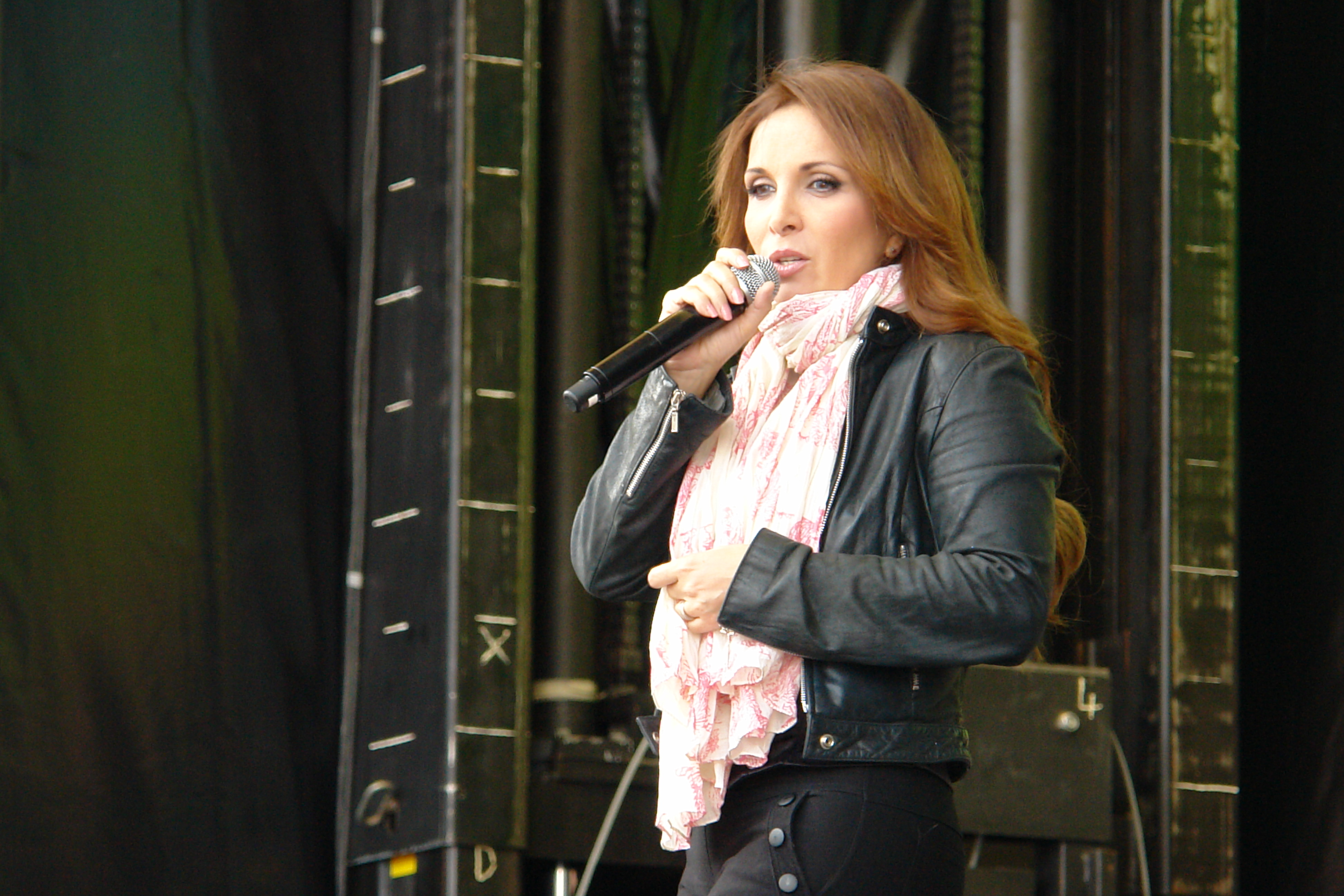
En concert au Ravel de 2012, en Belgique.

Le 8 octobre 2013, elle révèle à la presse qu'elle suit depuis six mois un traitement à la cortisone pour traiter une maladie rare, dont elle ne dit pas le nom mais qui lui cause une perte de la vue de l'œil droit,,.
En 2014, elle apparaît dans le télé-crochet The Voice, la plus belle voix, où elle est une des « co-coaches » de l'équipe de Florent Pagny. Après avoir repris Si j'étais un homme et La femme est l'avenir de l'homme dans l'album Chanter pour celles au profit du SAMU social et participé au disque A musical affair d'Il Divo, le 8 décembre elle sort son huitième album, Tout commence aujourd'hui, défendu par le single éponyme et le titre Genre humain.
Le 30 septembre 2016, paraît un nouvel album de reprises, Amaretti, dans lequel elle revisite de grands standards italiens en hommage à ses origines.

### Les années 2020
Un nouvel album, Karma, sort le 11 juin 2021. Une tournée d'une vingtaine de dates (le Karma tour) a lieu de mars 2022 à mars 2023 avec un passage au Trianon de Paris le 29 mai 2022.
Elle participe en tant que guest au spectacle Les comédies musicales - Le concert du printemps 2023 jusqu’en décembre 2024.
Pour fêter ses vingt-cinq ans de carrière, un concert symphonique a eu lieu à Paris à la salle Pleyel le 21 décembre 2024 et elle prépare un album de duos de ses tubes revisités avec d'autres artistes pour le courant de l'année 2025. 

### Émissions de télévision
- 2009, 2011, 2012 : N'oubliez pas les paroles ! sur France 2 : candidate
- 2010 : Allo Gulli ici bébé ! sur Gulli : animatrice
- 2011 : Sosie ! Or Not Sosie ? sur TF1
- 2012 : Un dîner presque parfait sur M6 : candidate
- 2012 :  Tout le monde aime la France sur TF1
- 2014 : The Voice : la plus belle voix sur TF1: co-coach
- Depuis 2015 : La France a un incroyable talent sur M6 : jurée
- 2015 : Le Grand Blind Test sur TF1 : candidate
- 2016 : L'Œuf ou la Poule ? sur D8 : participante
- 2017 : Saison 2 du Meilleur Pâtissier, spécial célébrités sur M6 : candidate
- 2021 : I Can See Your Voice (M6) : jurée
- 2021 : Le Grand Quiz sur TF1
- 2022 et 2023 : Qui peut nous battre ?  (M6) : participante
- 2024 : La Grande Soirée des comédies musicales sur W9 : animatrice avec Élodie Gossuin.

## Vie privée
Hélène Ségara s'est mariée en 2003 à Ajaccio à Mathieu Lecat, un musicien français. Ils ont deux enfants : Matteo, né en 2003 et Maya, née en 2004. Elle a aussi un autre enfant, Raphaël, né en 1990 d’une précédente relation, également chanteur et connu sous le pseudonyme Raf.
Elle souffre d'une névrite optique, une maladie oculaire auto-immune rare qui entraîne progressivement une dégénérescence maculaire irréversible et qui finira par la rendre aveugle.

## Engagements
- En 1998, elle reprend en duo avec Garou L'amour existe encore pour l'album Ensemble contre le sida.
- Elle a participé à l'album Le cœur des femmes au profit de l'Association Laurette Fugain.
- Elle est marraine de l'association suisse Espace Adoption qui apporte un soutien aux familles adoptantes ainsi qu'aux enfants adoptés.
- En mars 2010 est publié le livre Au cœur du Laos dans lequel elle évoque son voyage au Laos, effectué pour une émission de télévision : agrémenté de nombreuses photos, ce livre témoigne, aux côtés de l'association ElefantAsia, du combat pour la défense des éléphants d'Asie, menacés d'extinction par la destruction des forêts et le bûcheronnage.

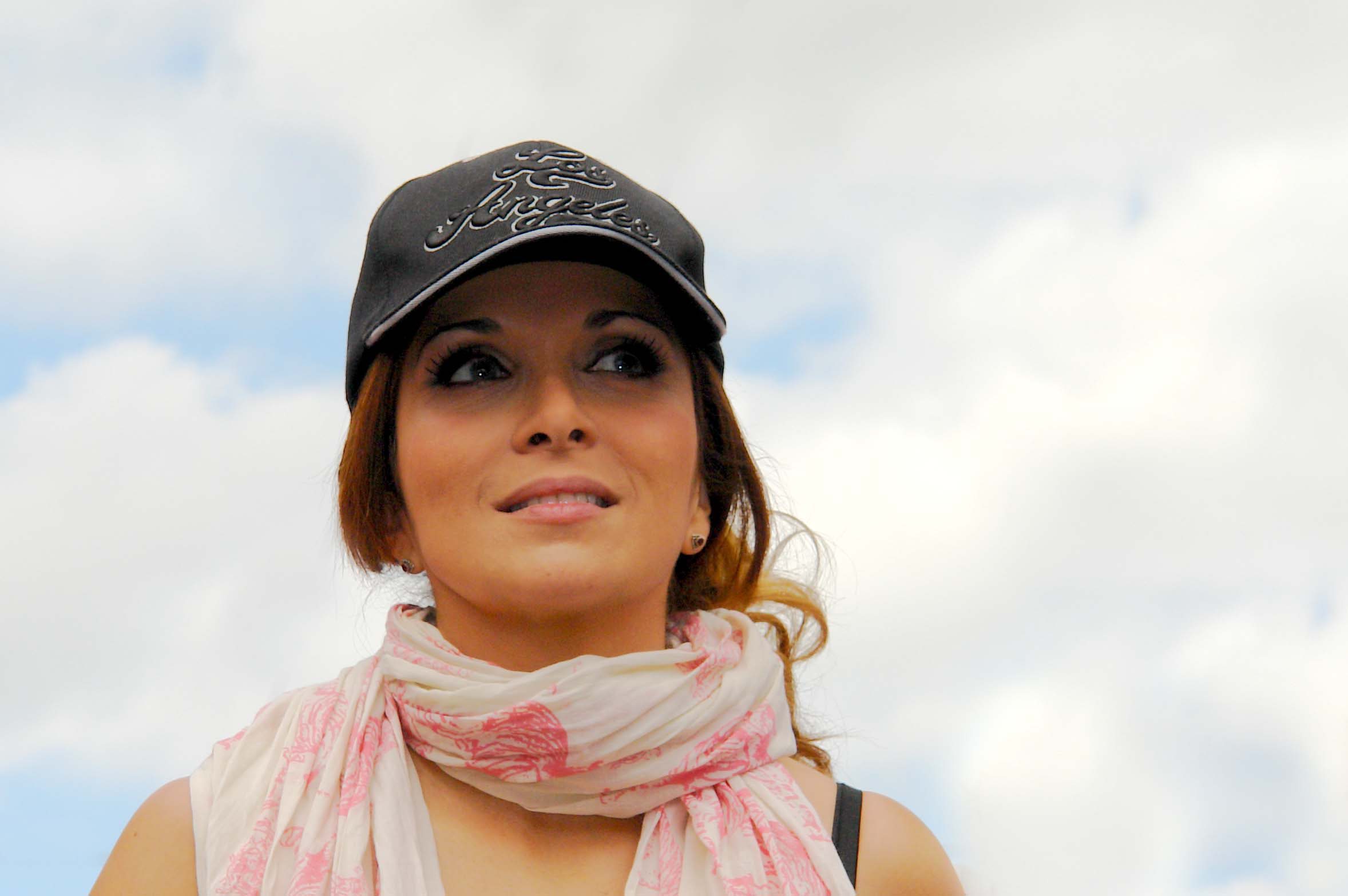
Hélène Ségara au Ravel de 2012 (action caritative).

- Hélène Ségara au Ravel de 2012 (action caritative).En juin 2012, elle est la marraine du Beau vélo de Ravel, pour promouvoir le vélo et le développement durable.
- Elle est ambassadrice de l'association Rêves depuis dix ans. Une partie des bénéfices du single La moitié de nous (en duo avec Bruno Pelletier) est reversée à cette association[25].
- Elle est la marraine du Phonéthon 2009 organisé par le Fonds arménien de France au profit de projets humanitaires en Arménie et au Haut-Karabagh[26].
- Elle soutient également les associations Les Restos du cœur , Les Enfants de la Terre et e-enfance.
- Elle est devenue aussi la marraine du Cap Femina Adventure de 2014.
- Hélène Ségara est la marraine des Kids United.

## Discographie

### Classement des ventes d'albums
| 1996 | Cœur de verre             | 6   | 12 | —  |
| 2000 | Au nom d'une femme        | 2   | 1  | 9  |
| 2001 | En concert à l'Olympia    | 4   | 11 | 40 |
| 2002 | Hélène (en espagnol)      | 135 | —  | —  |
| 2003 | Humaine                   | 1   | 3  | 5  |
| 2004 | Le Best Of                | 11  | 13 | 49 |
| 2006 | Quand l'éternité...       | 1   | 4  | 28 |
| 2008 | Mon pays c'est la terre   | 19  | 33 | —  |
| 2011 | Parmi la foule            | 9   | 5  | 58 |
| 2013 | Et si tu n'existais pas   | 2   | 3  | 56 |
| 2014 | Tout commence aujourd'hui | 43  | 36 |    |
| 2016 | Amaretti                  | 7   | 13 | 57 |
| 2021 | Karma                     | 7   | 5  | —  |

### Singles
- 1993 : Loin
- 1993 : Jonathan n'attend qu'elle
- 1996 : Je vous aime adieu
- 1996 : Une voix dans la nuit
- 1997 : Les larmes
- 1997 : Auprès de ceux que j'aimais
- 1997 : Vivo per lei (en duo avec Andrea Bocelli)
- 1998 : Loin du froid de décembre (thème principal du film Anastasia)
- 1998 : Vivre (thème principal de la comédie musicale Notre-Dame de Paris)
- 1999 : Les vallées d'Irlande
- 1999 : Il y a trop de gens qui t'aiment
- 2000 : Elle, tu l'aimes...
- 2000 : Parlez-moi de nous
- 2001 : Tu vas me quitter
- 2001 : Au nom d'une femme (Nouvelle version)
- 2001 : Mrs Jones (Live Olympia 2000)
- 2002 : Donner tout
- 2002 : Habla de los dos (Promo Espagne)
- 2002 : Corazón de cristal (Promo Espagne)
- 2003 : L'amour est un soleil
- 2003 : Encore une fois
- 2003 : On n'oublie jamais rien, on vit avec (en duo avec Laura Pausini)
- 2004 : Humaine
- 2004 : On ne dit pas
- 2004 : Ailleurs comme ici
- 2006 : Méfie-toi de moi
- 2007 : Rien n'est comme avant
- 2007 : Tu ne seras jamais libre
- 2007 : Father
- 2008 : La moitié de nous (en duo avec Bruno Pelletier)
- 2008 : Qu'est-ce qu'on va faire avec ce monde ?
- 2009 : Danse à nouveau
- 2011 : La vie avec toi
- 2011 : A la renverse
- 2012 : Quoi? Rien
- 2012 : Le monde à l'envers (en duo avec Raf)
- 2013 : Et si tu n'existais pas (en duo avec Joe Dassin)
- 2013 : Salut
- 2014 : Tout commence aujourd'hui
- 2015 : Genre humain
- 2016 : L'envol (Il Volo)
- 2020 : Plus jamais
- 2021 : Illusion dans le système

### Clips
- 1996 : Je vous aime adieu
- 1996 : Une voix dans la nuit
- 1998 : Loin du froid de décembre
- 1999 : Les vallées d'Irlande
- 1999 : Il y a trop de gens qui t'aiment
- 2000 : Elle, tu l'aimes
- 2000 : Parlez moi de nous
- 2001 : Tu vas me quitter
- 2001 : Au nom d'une femme
- 2001 : Mrs Jones (Live)
- 2001 : Vivo per leï (Live)
- 2002 : Donner tout
- 2003 : L'amour est un soleil
- 2003 : Encore une fois
- 2003 : On n'oublie jamais rien, on vit avec
- 2004 : Humaine
- 2004 : On ne dit pas (Live)
- 2004 : Ailleurs comme ici
- 2006 : Méfie-toi de moi
- 2007 : Rien n'est comme avant
- 2007 : Father
- 2008 : Qu'est ce qu'on va faire avec ce monde
- 2011 : La vie avec toi
- 2013 : Et si tu n'existais pas
- 2014 : Tout commence aujourd'hui
- 2016 : L'envol (Il Volo)
- 2020 : Plus jamais
- 2021 : Illusion dans le système

### Reprises
- En 2000, sur l'album Au nom d'une femme, la chanson Elle, tu l'aimes est une reprise du titre Canção do Mar, de Ferrer Trindade et Federico de Freitas, interprété par la chanteuse portugaise de fado Amália Rodrigues pour le film Os amantes do Tejo en 1955, puis par Anamar en 1987 dans son album Almanave, et par Dulce Pontes en 1993 dans son album Lágrimas. Cette chanson fut également reprise en 1996 dans le film Peur primale de Gregory Hoblit et par Sarah Brightman dans son album Harem en 2003.
- En 2000, sur l'album Au nom d'une femme, la chanson Sempre, Sempre est une reprise du titre Sempre, écrit par Maurizio Fabrizio e Guido Morra et présenté par la chanteuse italienne Lisa (Annalisa Panetta) au Festival de Sanremo en 1998.
- En 2000, sur l'album Au nom d'une femme, Tu peux tout emporter est une reprise du titre Amore per te du chanteur italien Mango.
- En 2002, le single Donner Tout est une reprise du titre Solo Tu du groupe italien Matia Bazar.
- En 2006, sur l'album Quand l'éternité..., elle reprend Tu ne seras jamais libre, un titre extrait de l'album du groupe allemand Ich + Ich intitulé Du erinnerst mich an Liebe (Tu me rappelles l'amour).
- En 2008, sur l'album Mon pays c'est la terre, elle reprend différentes chansons de plusieurs pays dont la Chine, l'Italie, Israël... qu'elle adapte en français. Cet album abrite un duo avec Maurane nommé D'ici.
- En 2013, sur l'album Et si tu n'existais pas, elle rend hommage à Joe Dassin dans un album exclusivement en duos avec le chanteur défunt.
- En 2016, sur l'album Amaretti, elle reprend de grands standards italiens en hommage à ses origines. Cet album contient un duo avec Davide Esposito.

## Distinctions
- Cœur de verre :  Platine soit 300 000 exemplaires vendus certifiés[38]
- Au nom d'une femme :  Diamant soit 1 000 000 exemplaires vendus certifiés[38]
- En concert à l'Olympia :  Or soit 100 000 exemplaires vendus certifiés[38]
- Humaine :  2 × Platine soit 600 000 exemplaires vendus certifiés[38]
- Le best Of (Ailleurs comme ici) :  Or soit 100 000 exemplaires vendus certifiés[38]
- Quand l'éternité... :  Or soit 75 000 exemplaires vendus certifiés[38]
- Et si tu n'existais pas :  Platine soit 100 000 exemplaires vendus certifiés[38]

## Concerts
- Au nom d'une femme (2000 à 2002)

Hélène Ségara est partie en tournée en France, en Belgique et en Suisse, en passant par l'Olympia, le Palais des congrès de Paris, et par Forest National à Bruxelles.
- Humaine (2003-2004)

Après la parution de Humaine, elle passera six jours à l'Olympia de Paris du 3 au 8 novembre 2003 avant d'entamer une tournée française, et repasse à Paris les 13 et 14 mars 2004 au Zénith.
- Quand l'Éternité (2007-2008)

Après Quand l'Éternité..., elle entame une tournée française, en passant au Palais des sports à Paris, et des concerts ont également lieu à La Réunion, en Suisse, en Russie, au Liban, en Algérie, au Maroc et en Chine.
- Un tour de la terre (2008-2010)

Après la sortie de son album en novembre 2008, elle entame une nouvelle tournée en passant notamment à l'Olympia à Paris les 22 et 23 novembre. Cette tournée de deux ans emmena la chanteuse au Liban, Ukraine, Maroc, Suisse, Belgique, et Russie. Durant l'été 2010, Hélène Ségara est la tête d'affiche des Estivales de Var-Matin pour une trentaine de dates.
- Parmi la Foule (2012-2013) : Tournée en France et Belgique avec trois dates à l'Alhambra (Paris) du 16 au 18 mars 2012.
- Tout commence aujourd'hui (2015-2016) : Tournée en France avec une date aux Folies Bergère le 31 janvier 2016.

- Karma Tour (2022-2023) : Tournée en France et Belgique dont une date au Trianon de Paris en mai 2022[39]
- Guest sur la tournée :  Les comédies musicales, le concert en 2023/2024, tournée des Zéniths en novembre/décembre 2024.

## Récompenses, prix et distinctions
- 22 janvier 2000 : Révélation de l'année aux NRJ Music Awards
- 17 novembre 2000 : Artiste féminine de l'année aux M6 Awards
- 16 décembre 2000 : Trophée des Petits Princes de la chanteuse de l'année (émission TF1)
- 20 janvier 2001 : NRJ Music Awards de l'album francophone de l'année pour Au nom d'une femme
- 17 février 2001 : Artiste féminine de l'année aux Victoires de la musique
- 2 mai 2001 : World Music Award pour la plus forte vente de disques pour l'année 2000 en France
- 20 octobre 2001 : Sondage IFOP commandité par le magazine Télé Star : Hélène Ségara est sacrée Chanteuse préférée des Français, ainsi que L'interprète des plus belles chansons d'amour
- 1er octobre 2002 : Entrée au Musée Grévin à Paris
- 13 janvier 2005 : Il y a trop de gens qui t'aiment est élue, à l'occasion de la Fête de la Chanson Française sur France 2 Plus belle chanson d'amour
- 14 novembre 2010 : Big Apple Music Awards 2010 pour l'artiste/interprète la plus populaire.
- 18 janvier 2011 :  Chevalier de l'ordre des Arts et des Lettres[40], décerné par Frédéric Mitterrand le 4 mai 2012.

### Sources bibliographiques
- Didier Lecat, Hélène Ségara, En aparté, Albin Michel, 2003, 136 p.  (ISBN 978-2226142993)
- Mathias Goudeau, Hélène Ségara de A à Z, L'Express, 2004, 112 p.  (ISBN 978-2843433108)
- Gwénaëlle Fischer, Hélène Ségara, Michel Rouchon, 2005, 64 p.  (ISBN 978-2847410358)
- Hélène Ségara, Au cœur du Laos, iPanema éditions, 2010, 143 p.  (ISBN 978-2915397376)